# Apalachicola Northern Railroad

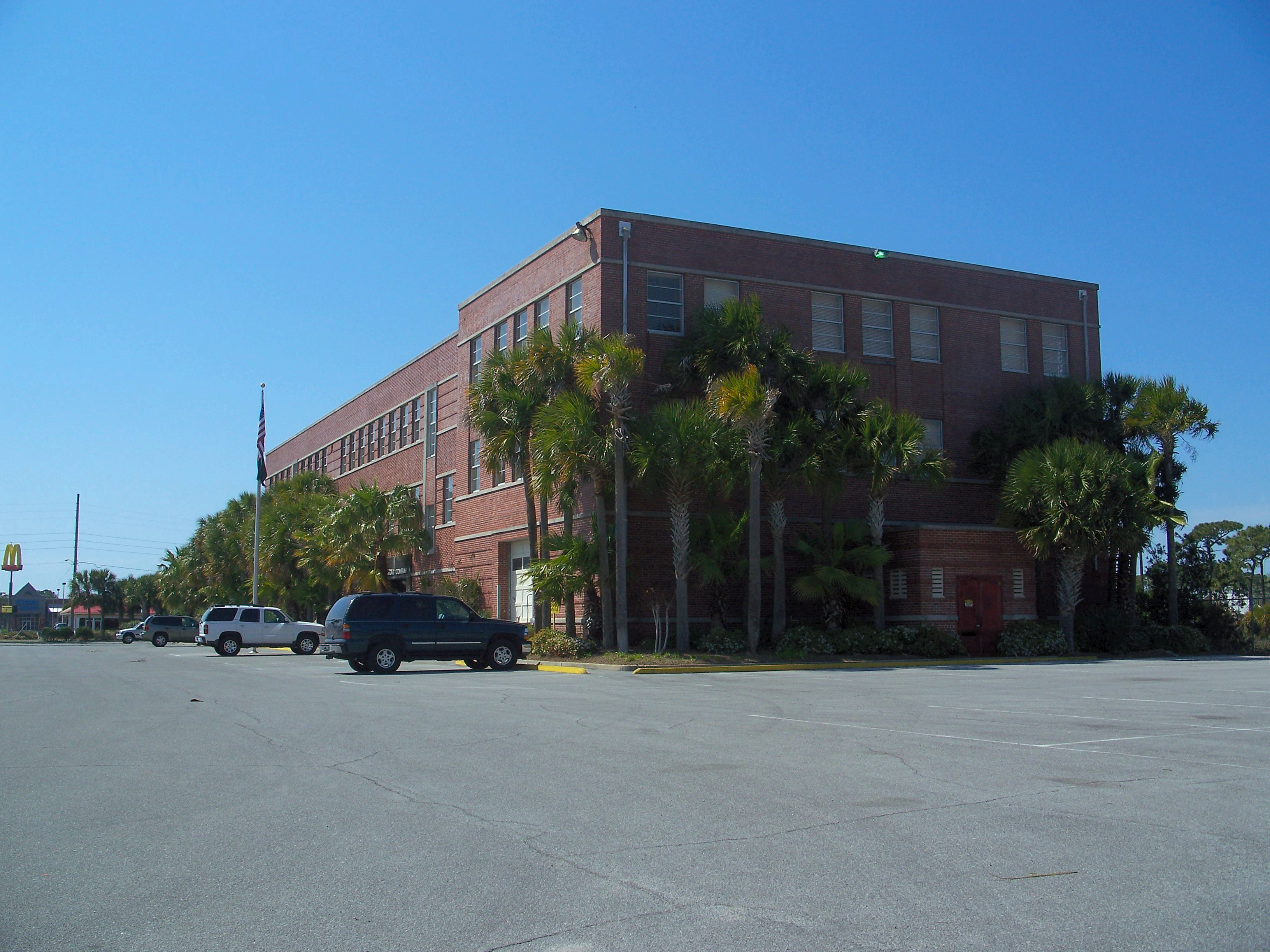
Ehemaliges AN-Hauptverwaltungsgebäude in Port St. Joe, Florida

Die Apalachicola Northern Railroad (AN) war eine von 1903 bis 2002 bestehende Class-3-shortline-Bahngesellschaft im US-Bundesstaat Florida, die eine zuletzt 154 km (96 Meilen) lange normalspurige Strecke im Zentrum des Florida Panhandles betrieb. Der Eigentümer des Unternehmens, die St. Joe Company, vermietet die Strecke seit 2002 an die AN Railway der Genesee and Wyoming.

## Geschichte
Die Apalachicola Northern Railroad (AN) wurde am 9. Mai 1903 gegründet, um Apalachicola an das Eisenbahnnetz anzuschließen. Am 21. März 1905 begann die Gesellschaft mit dem Bau einer Bahnstrecke von Apalachicola nordwärts bis River Junction, dem heutigen Chattahoochee, die im Juli 1907 für den Personen- und Güterverkehr eröffnet wurde. In River Junction bestand Übergang zu Strecken der Seaboard Air Line Railroad nach Baldwin (bei Jacksonville) und der Louisville and Nashville Railroad nach Pensacola. Mit Betriebsaufnahme musste die AN allerdings Insolvenz anmelden, woraufhin das Unternehmen bis Oktober 1908 von einem Insolvenzverwalter geführt wurde. Dennoch konnte bereits am 10. Mai 1910 eine Streckenverlängerung von einem Gleisdreieck nördlich von Apalachicola westwärts nach Port St. Joe eröffnet werden. Die AN trat nun entsprechend auch unter dem Beinamen The Port St. Joe Route auf. Von Mai 1914 bis Februar 1916 sowie von Mai 1932 bis Dezember 1936 stand die AN erneut unter Insolvenzverwaltung.
Der Unternehmer Alfred I. du Pont, der seit Ende der 1920er-Jahre zahlreiche Grundstücke in Florida aufkaufte, erwarb 1933 die insolvente AN und zahlreiche Flächen in und um Port St. Joe. Planungen, dort eine Papierfabrik zu errichten, wurden nach du Ponts Tod von seinem Schwager Edward Ball fortgeführt. Mit Mitteln aus der wenige Jahre später in die Alfred I. duPont Testamentary Trust eingebrachten Erbschaft du Ponts wurde am 25. Mai 1936 die St. Joe Paper Company (seit Mai 1996 nur mehr St. Joe Company) gegründet, die kurz darauf mit dem Bau des Werks begann. Am 30. September 1940 erwarb die St. Joe Paper Company die AN, um die Bahnanbindung ihres Produktionsstandorts selbst zu kontrollieren. Unternehmenssitz war seither Port St. Joe.
Während der Personenverkehr der AN in den 1940er-Jahren deutlich eingeschränkt und 1955 eingestellt wurde, florierte der Güterverkehr. Die Papierfabrik in Port St. Joe und ein ebenfalls dort angesiedeltes Werk der Arizona Chemical stellten in den folgenden Jahrzehnten den Großteil des Frachtaufkommens der AN, das Mitte der 1990er-Jahre über 45000 Wagen pro Jahr erreichte. 1996 verkaufte die St. Joe Paper Company ihre Fabrik an Florida Coast Paper, die das Werk 1997 zunächst temporär und im August 1998 dauerhaft schloss.
Am 1. September 2002 übernahm die zu diesem Zweck durch die Rail Management Corporation (RMC), deren Tochterfirma Rail Partners und RMC-CEO K. Earl Durden gegründete AN Railway den Betrieb der Apalachicola Northern Railroad. AN Railway mietet dazu seither die Bahnstrecke von der St. Joe Company und erwarb ferner sechs Lokomotiven, 148 Güterwagen und sonstiges Betriebsmaterial von der Apalachicola Northern Railroad.

## Infrastruktur
Die Bahnstrecke der Apalachicola Northern Railroad führt über 154 km von Port St. Joe nach Chattahoochee. An der Strecke liegen ausgehend von Port St. Joe die Zwischenstationen Apalachicola (an einer kurzen, über ein Gleisdreieck angebundenen Stichstrecke), Borrow Pit und Beverly (beide etwa 46 km von Port St. Joe), Sumatra, Wilma, Vilas, Telogia, Hosford, Greensboro und Hardaway.

## Fahrzeuge
Von der Betriebsaufnahme bis in die frühen 1950er-Jahre nutzte die AN Dampflokomotiven. Diese wurden zunächst im Personenverkehr durch einen Dieseltriebwagen und anschließend auch im Güterverkehr durch Diesellokomotiven abgelöst. Dazu erwarb die AN 1947 vier EMD NW2 und 1952 bzw. 1953 sieben EMD SW9. Aus dieser „ersten Generation“ wurden 1969 und 1970 die NW2 und ein Teil der SW9 durch acht EMD SW1500 abgelöst. 1982 und 1983 beschaffte die AN schließlich als einzige Bahngesellschaft neben C&O Diesellokomotiven des Typs EMD GP15T. Letztere sowie drei der SW1500 waren 2002 noch vorhanden und wurden die AN Railway verkauft.

Vier Apalachicola Northern-Triebfahrzeuge im Jahr 1987
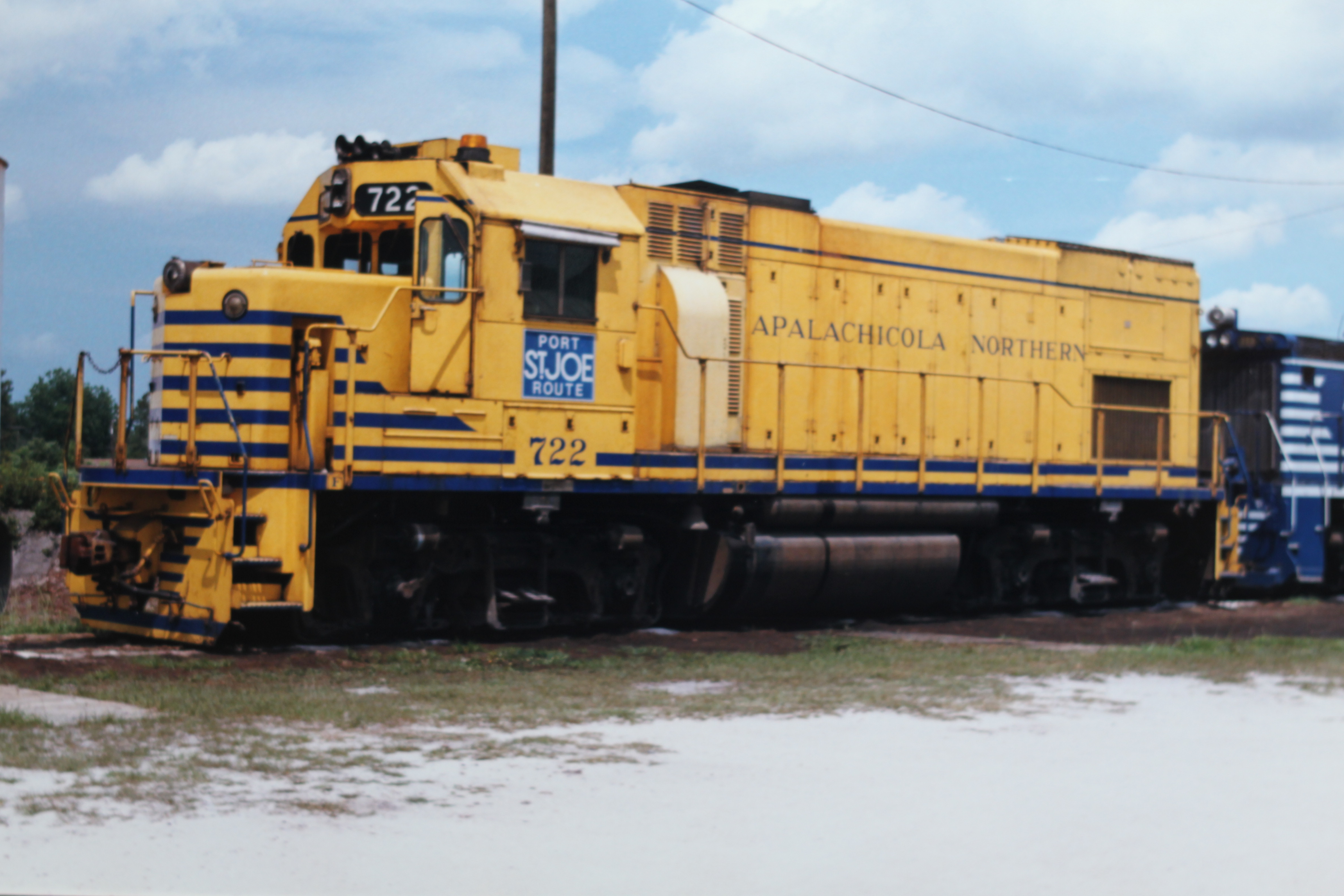
EMD G15T Nummer #722
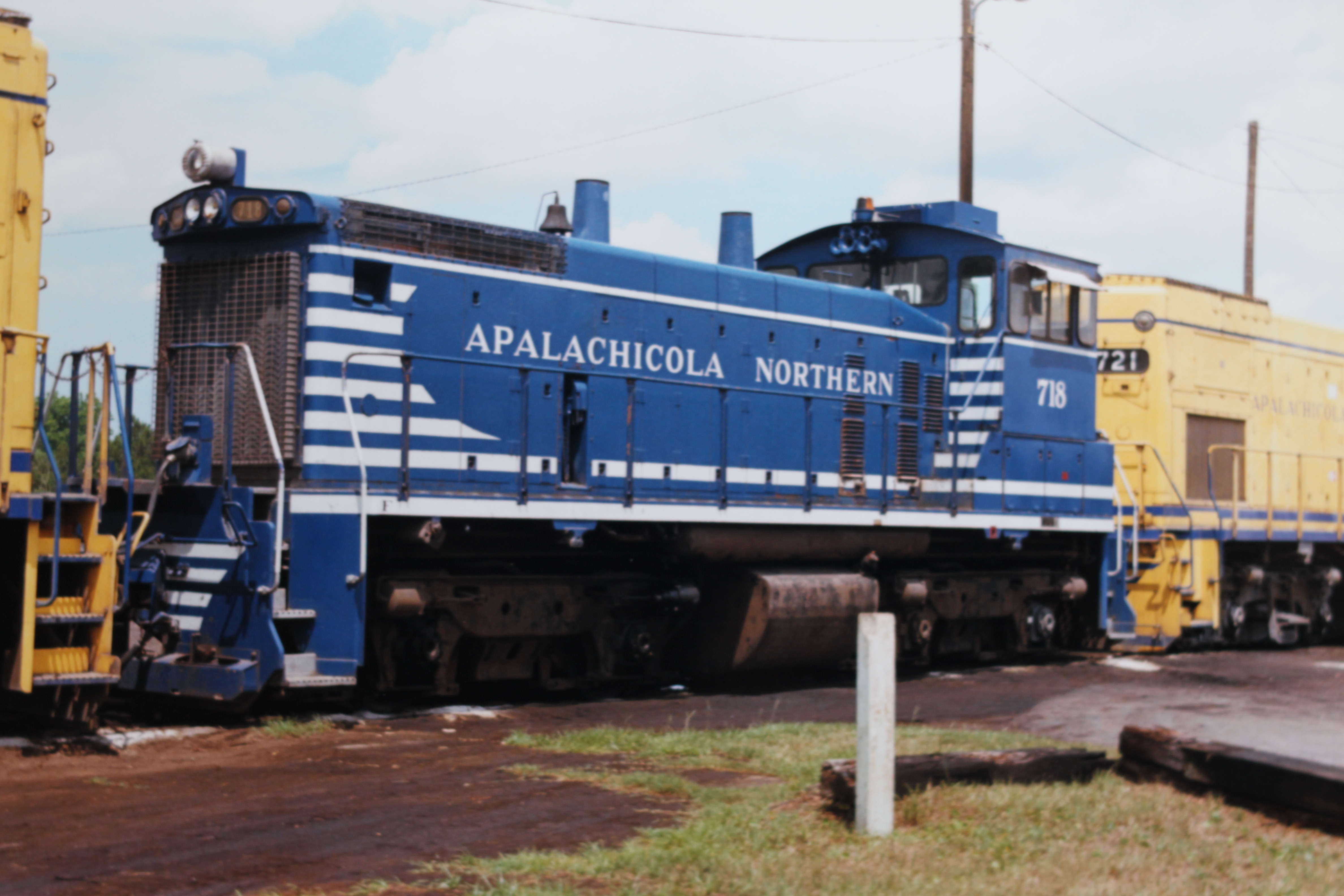
SW1500 Nummer #718
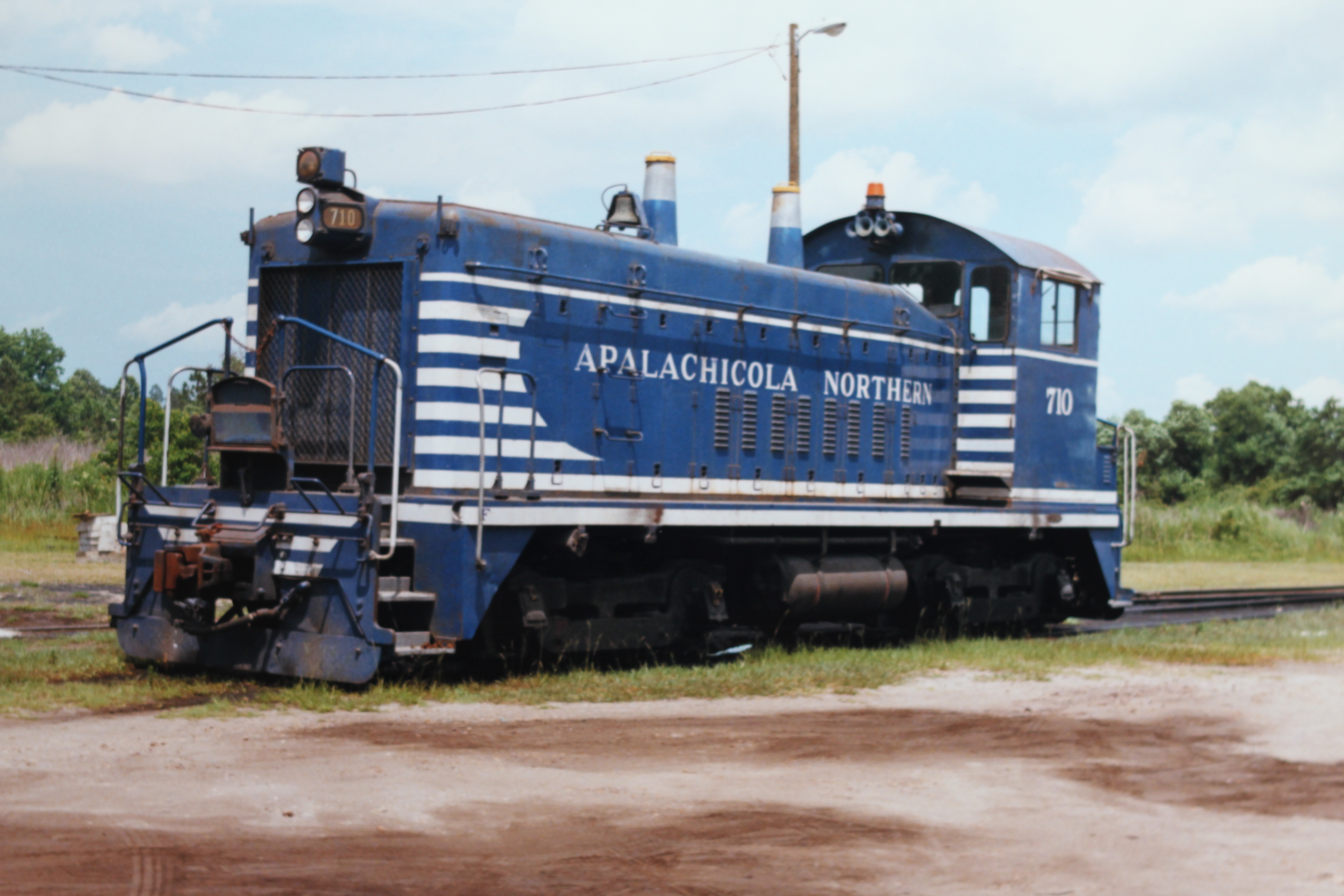
SW9 Nummer #710
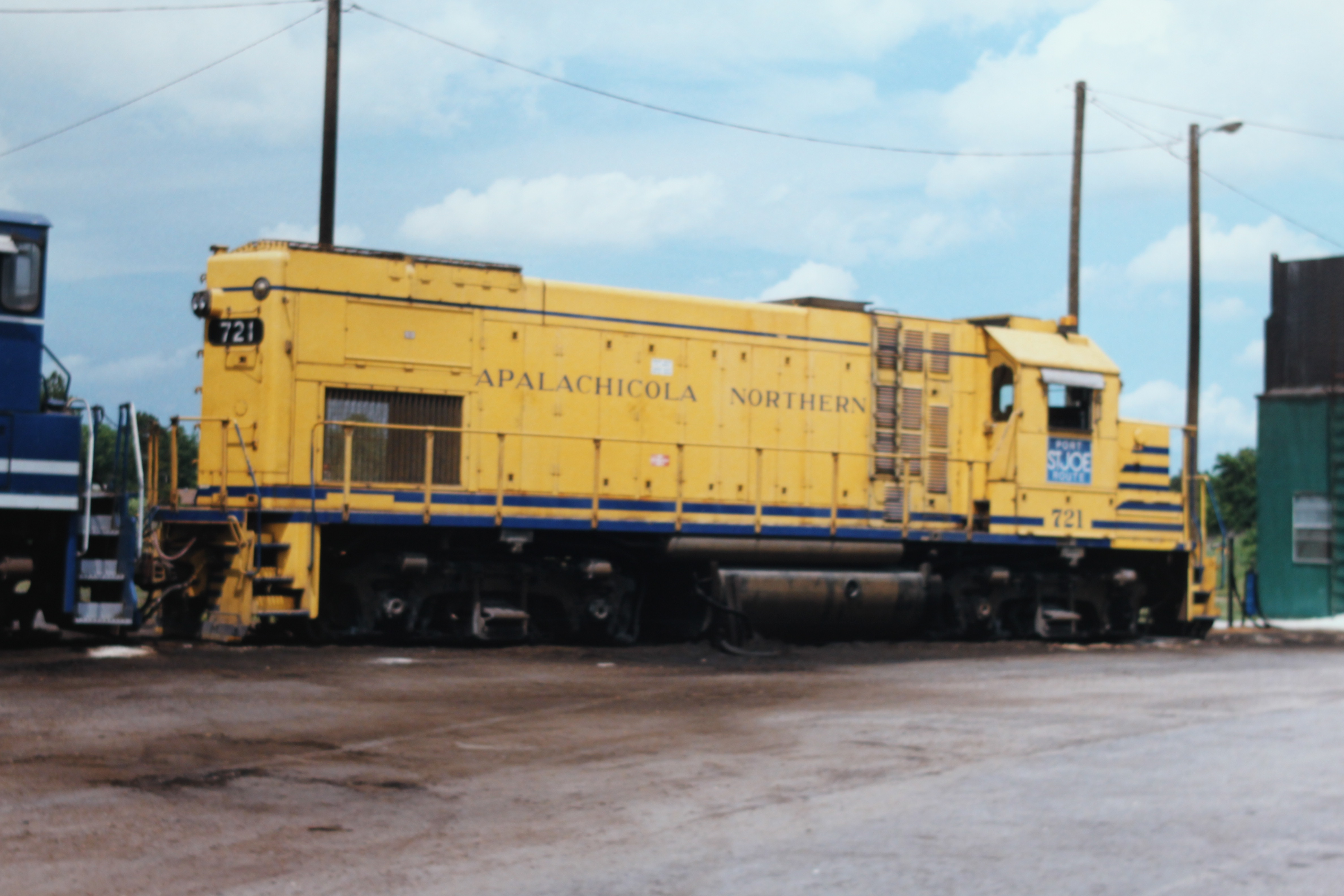
EMD G15T Nummer #721